# Station Camden Road
Camden Road is een spoorwegstation van London Overground aan de North London Line, in de Londense wijk Camden Town. Het station is eigendom van Network Rail.